# Refuge Elisabetta Soldini Montanaro
Pour les articles homonymes, voir Montanaro (homonymie).
Le refuge Elisabetta Soldini Montanaro, appelé couramment refuge Élisabeth, ou refuge Elisabetta, se trouve dans le val Vény, une vallée latérale de la Vallée d'Aoste, sur le versant italien du massif du Mont-Blanc, à 2 197 mètres d'altitude.

## Histoire
Il fut bâti en 1953, et agrandi en 1983.

## Caractéristiques et informations
Il est dédié à la randonneuse piémontaise Elisabetta Soldini-Montanaro, décédée lors d'un accident en montagne.
Ce refuge est une étape de la Haute Route n°2 de la Vallée d'Aoste, ainsi que du Tour du Mont-Blanc.

## Accès
On peut rejoindre le refuge à partir de Courmayeur en remontant le val Vény. On quitte la voiture près du lac de Combal, le parcours dure environ deux heures.

## Ascensions
- Bivouac Adolphe Hess - 2 958 mètres
- Aiguille des Glaciers - 3 817 mètres
- Aiguille de la Lex Blanche - 3 686 mètres
- Pyramides Calcaires - 2 726 mètres

## Traversées
- Refuge des Mottets, sur le versant savoyard